# Xestospongia muta
Espèce
Le Baril de rhum (Xestospongia muta) est une espèce d'éponges de la famille des  Petrosiidés.
Xestospongia muta est une des espèces animales pouvant vivre le plus longtemps avec des spécimens dans les Caraïbes estimés avoir plus de 2 300 ans.
Il existe une autre démosponge du même genre appelé Xestospongia testudinaria, assez similaire à Xestospongia muta et vivant dans les eaux chaudes du Pacifique-est.

## Description
Cette éponge peut mesurer jusqu'à 2 m de haut pour 1 à 2 m de diamètre. Elle est brune ou brun-rouge, l'intérieur est plus clair que l'extérieur. Cette couleur est due à la présence de cyanobactéries symbiotiques du genre Synechococcus dans les tissus de l'éponge.